# Palais Saint-Georges
Pour les articles homonymes, voir Saint-Georges.
Le palais Saint-Georges est un édifice de la ville de Rennes, en Ille-et-Vilaine. Il est construit sur l'emplacement de l'abbaye Saint-Georges de Rennes.

## Localisation
Le palais se trouve à l’est du centre ville de Rennes dans la partie ouest du quartier Thabor - Saint-Hélier - Alphonse Guérin. Il se situe le long de la Vilaine à l’extrémité de la rue Jean Janvier (dont la gare occupe l’autre extrémité).

## Histoire

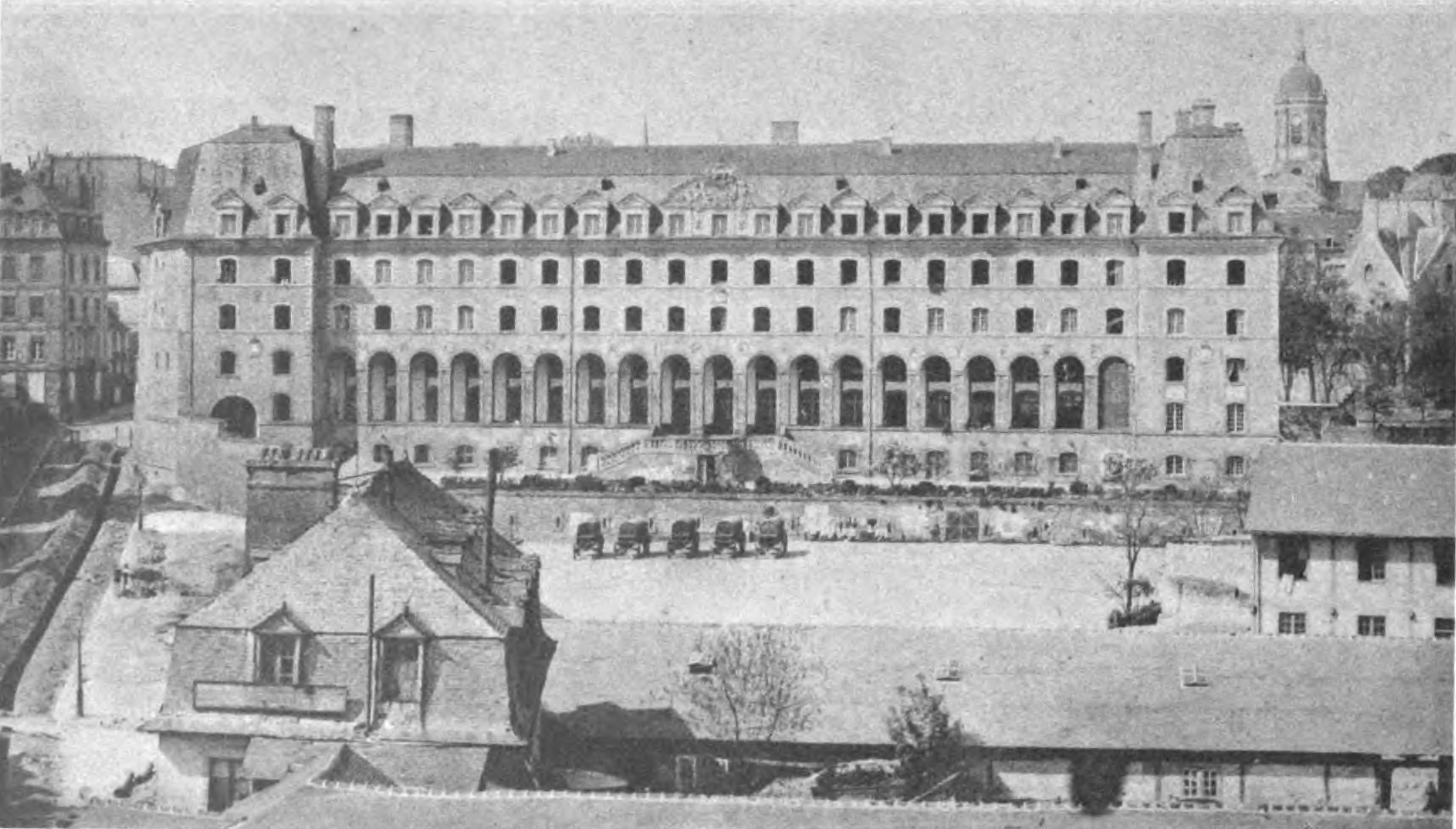
La caserne Saint-Georges vers 1892.

L'abbesse Magdelaine de la Fayette préside la construction en 1670 par l'architecte de l'école lavalloise Pierre Corbineau. Le nom de l’abbesse est d’ailleurs écrit en lettres capitales sur la façade. La grande galerie qui donne sur le jardin vers la Vilaine est très similaire au cloître du Monastère des Ursulines de Laval.
Le palais Saint-Georges devint une caserne à la Révolution française. 
Dans la nuit du 4 au 5 août 1921, l'ensemble du bâtiment a subi un incendie dévastateur, ne laissant que les maçonneries des façades. Cédé par l'armée à la Ville de Rennes, le palais est reconstruit à la suite de l'incendie et accueille désormais la caserne des sapeurs pompiers, la police municipale, ainsi que des services administratifs de la ville. 
Ce monument fait l’objet d’une inscription au titre des monuments historiques depuis le 22 mars 1930.
En 2010, l’aménagement du palais en hôtel de luxe est envisagé. En juin 2013, quatre candidats présentent à la municipalité un projet de 120 à 140 chambres. Le lauréat sera désigné début 2014, pour des travaux débutant en novembre 2016 et une ouverture prévue pour juillet 2018. Ce projet de réaménagement fut abandonné en novembre 2014, au profit de la construction de l’hôtel de la place des Lices.
Le 3 décembre 2018, le conseil municipal vote la réhabilitation du palais Saint-Georges pour créer une Maison de citoyenneté et de la tranquillité, ouverte au public. Au rez-de-chaussée, des guichets accueilleront le public pour effectuer des formalités tandis que dans les étages, plusieurs services municipaux seront regroupés. La police municipale sera ainsi rejointe par la direction du quartier centre, et celles s'occupant de la santé publique et handicap, des associations, de la jeunesse et de l’égalité, de la culture, des sports et de la communication.

## Architecture

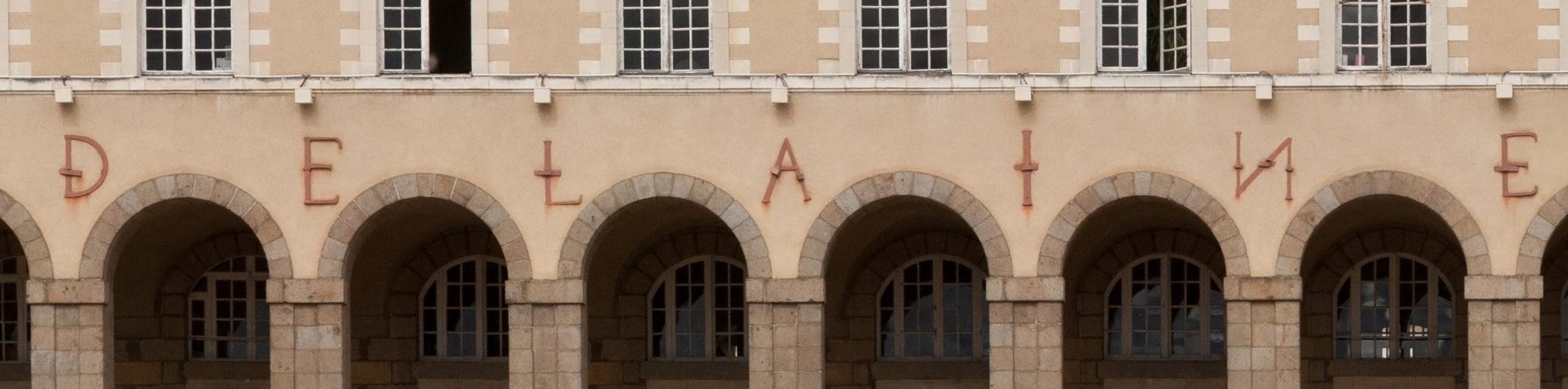
Détail des lettres.

Le bâtiment central comprend une galerie orientée vers le sud et composée de 19 arcades. Au-dessus des piliers de chaque arcade se trouvent des lettres en fer formant le nom de « MAGDELAINEDLFAYETTE » en lettre capitale, assurant la stabilité de l'édifice. Au centre de ce bâtiment se trouve un fronton circulaire surmonté d’une croix et contenant un blason coupé de la France et de la Bretagne. Entre le premier étage et le deuxième, au niveau du fronton central ainsi qu’à chaque extrémité se trouve le blason des La Fayette.
Un jardin à la française s'étend devant la façade.

## Archives municipales
Les archives des travaux effectués sur le Palais Saint-Georges sont conservées aux archives municipales de Rennes et numérisées. Elles sont consultables en ligne.

## Galerie

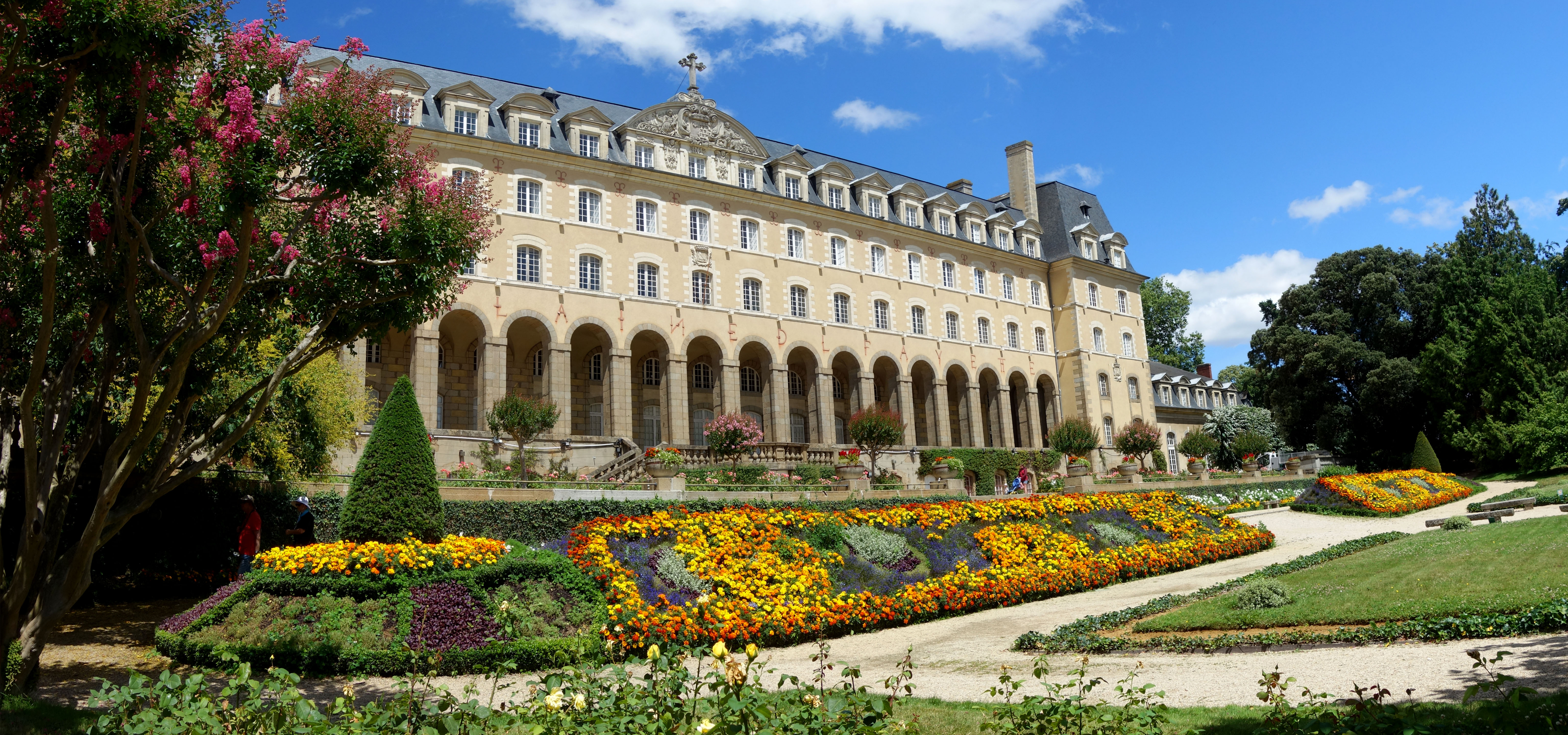
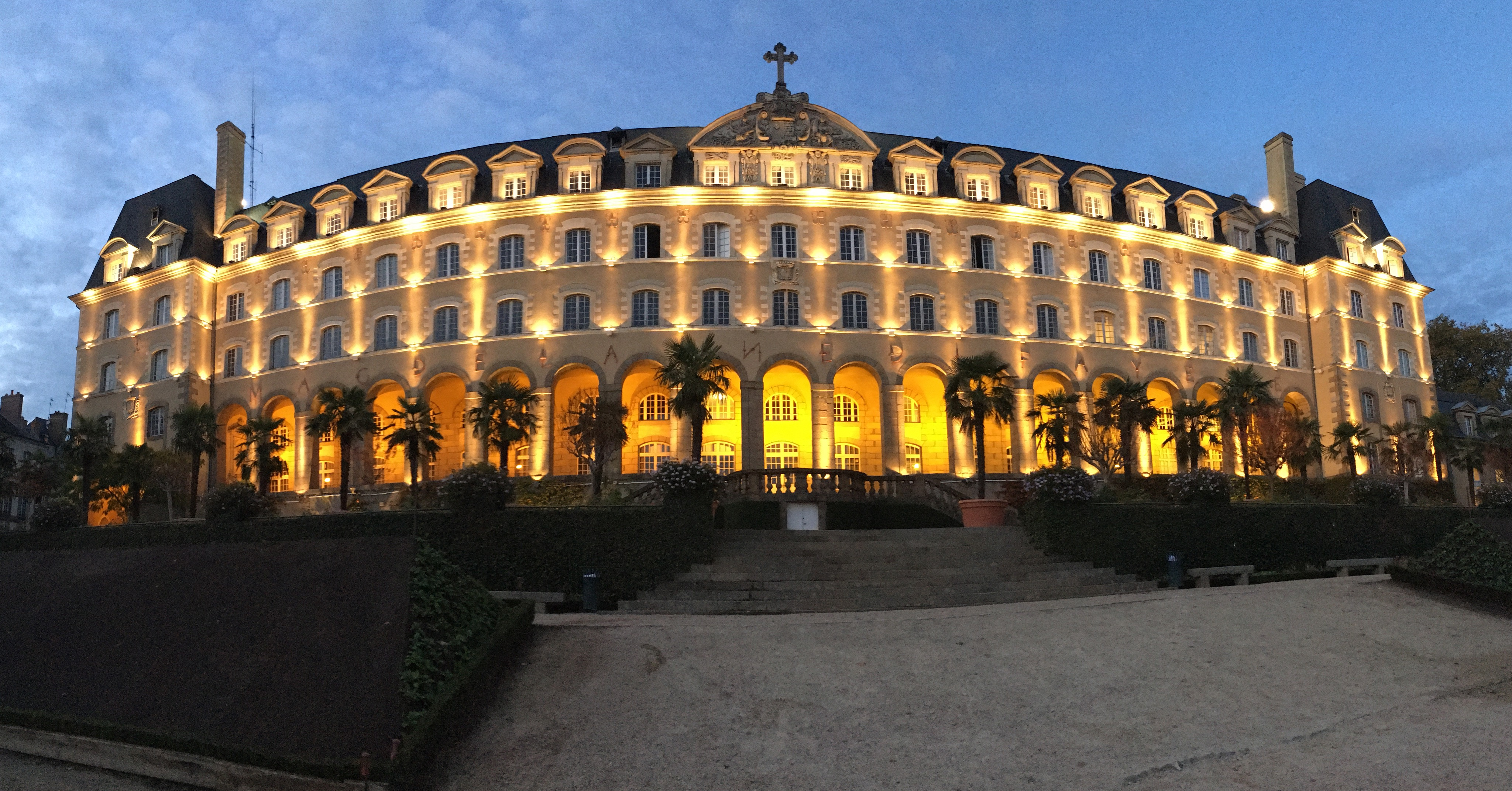
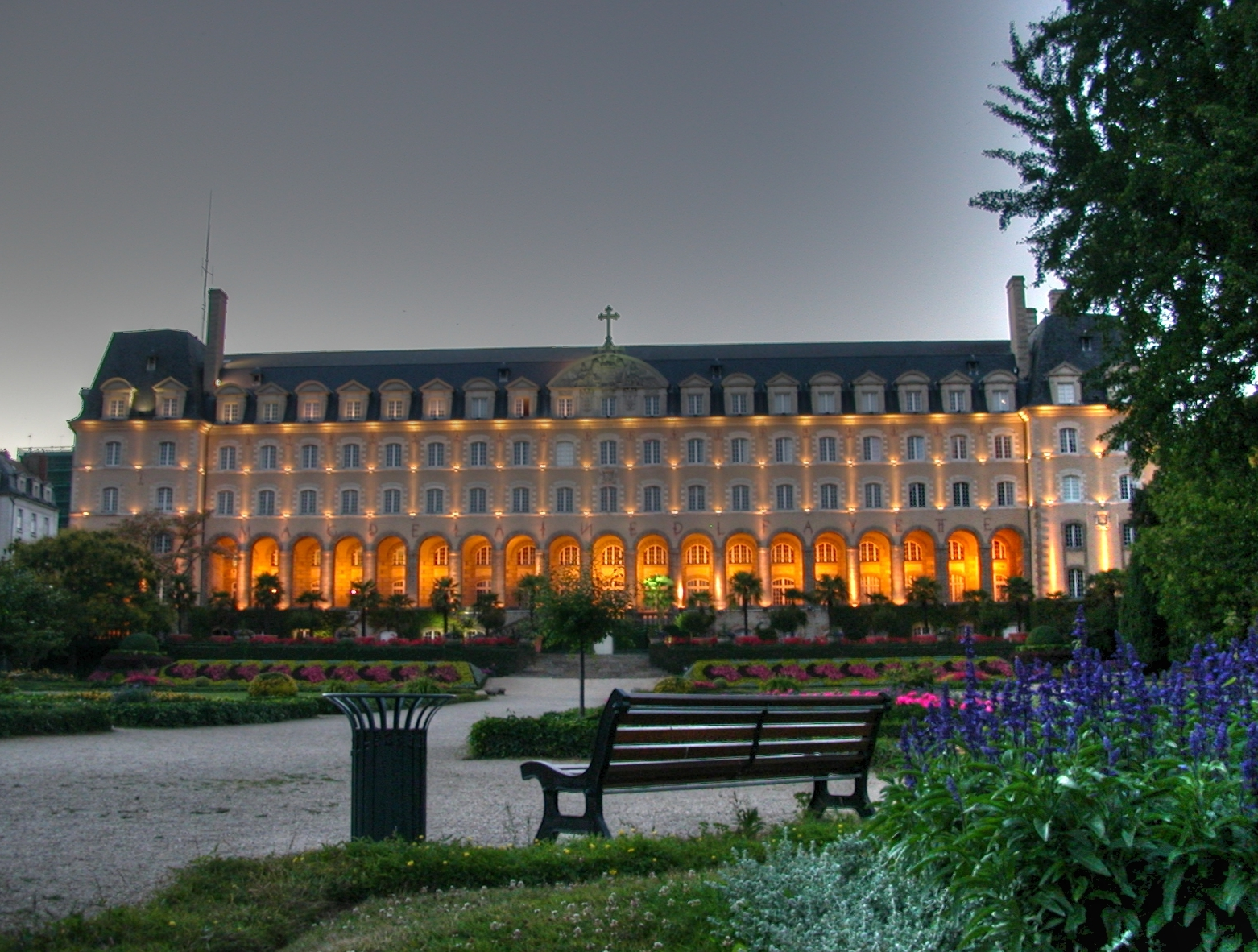
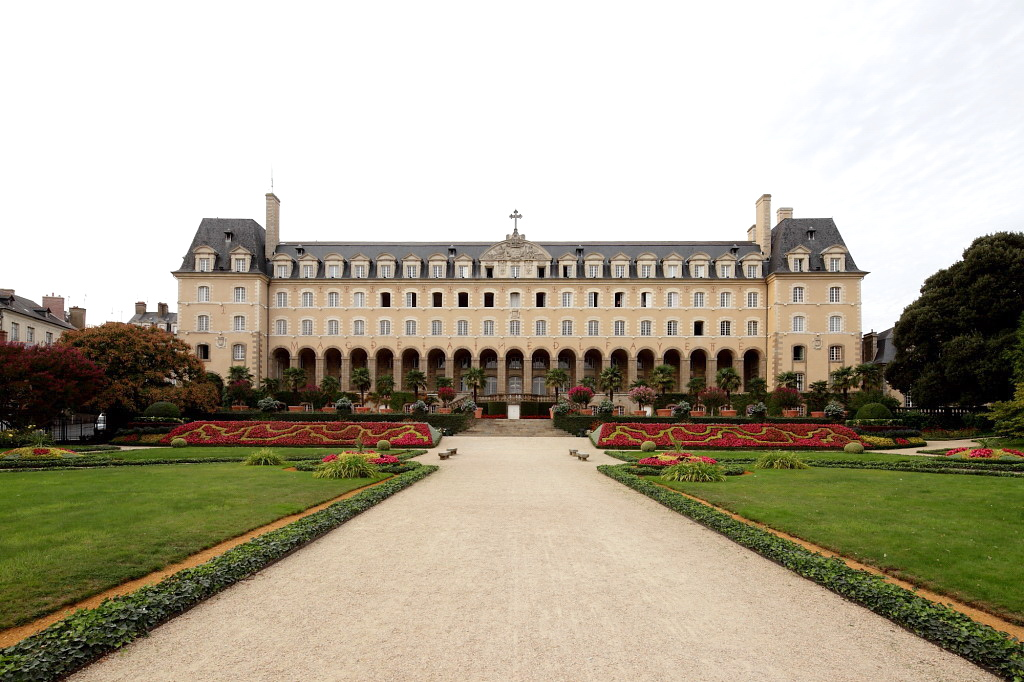
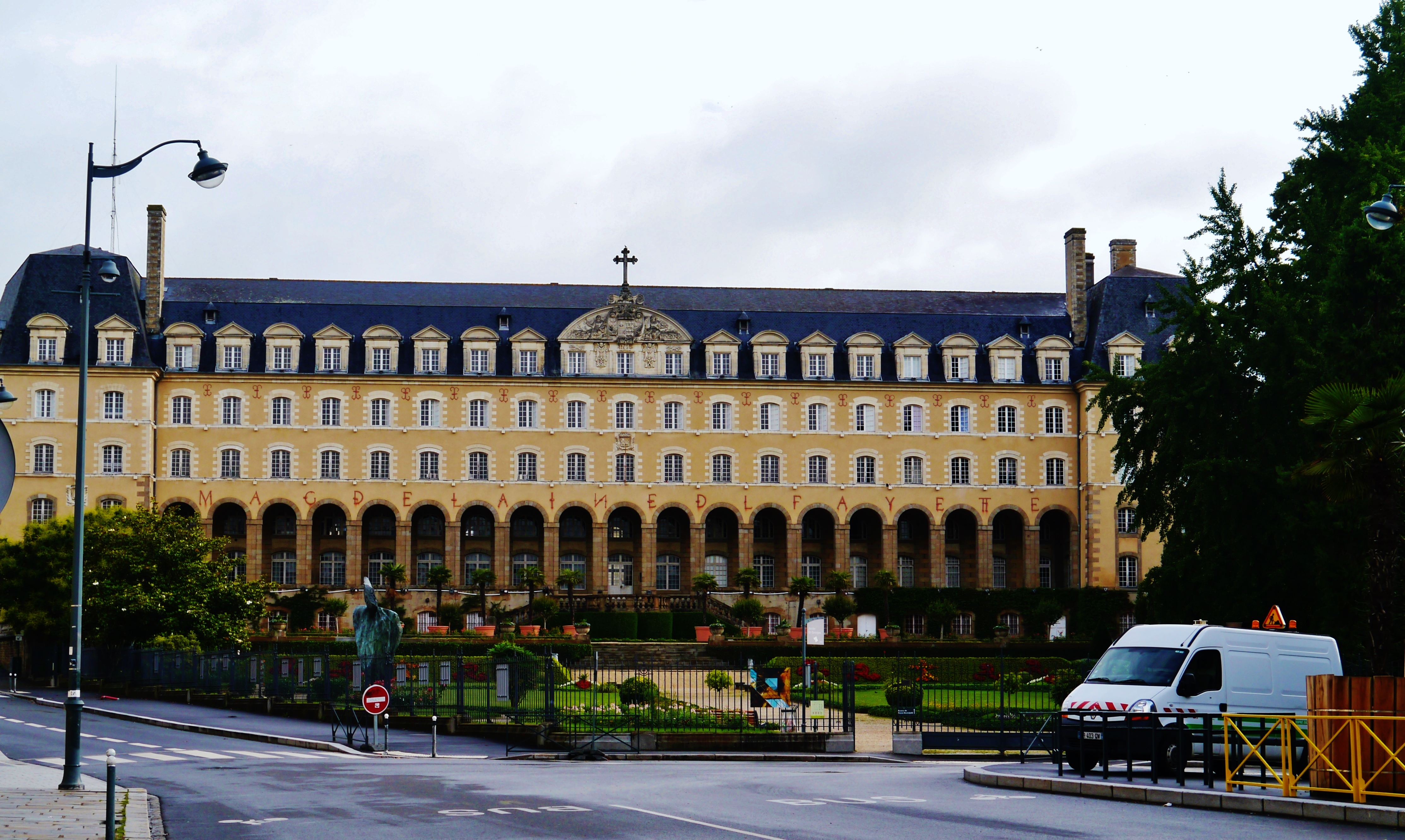
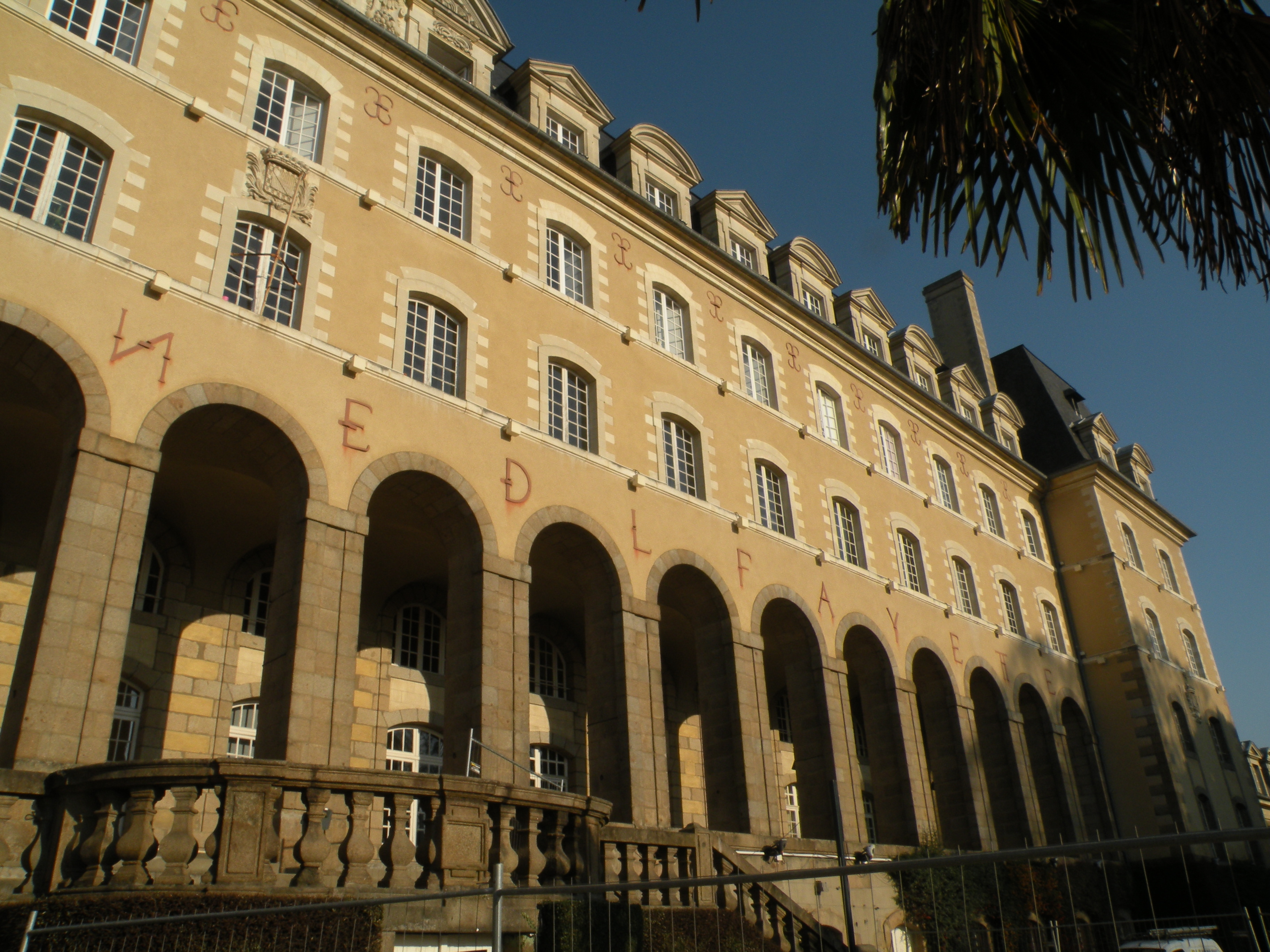
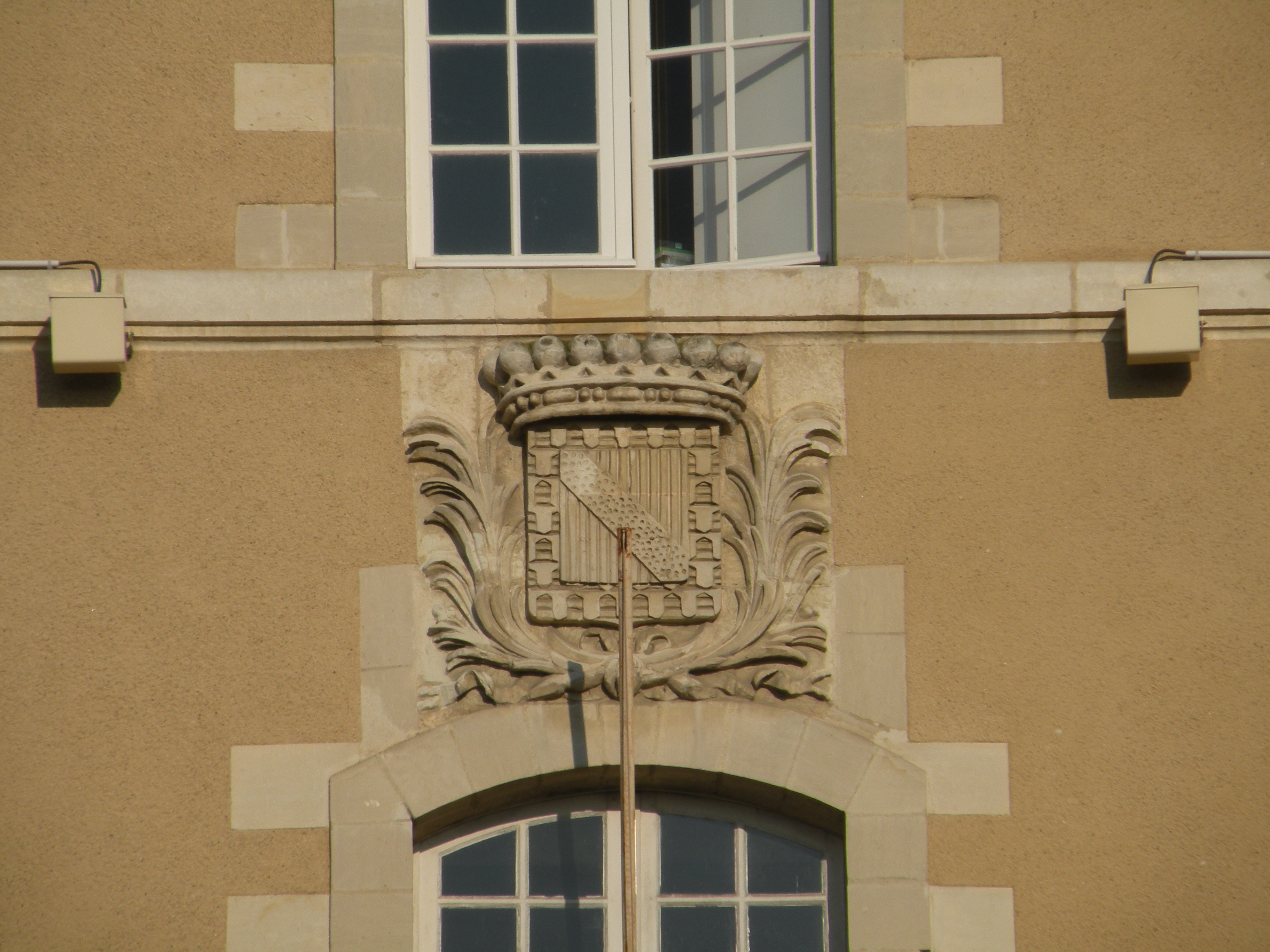
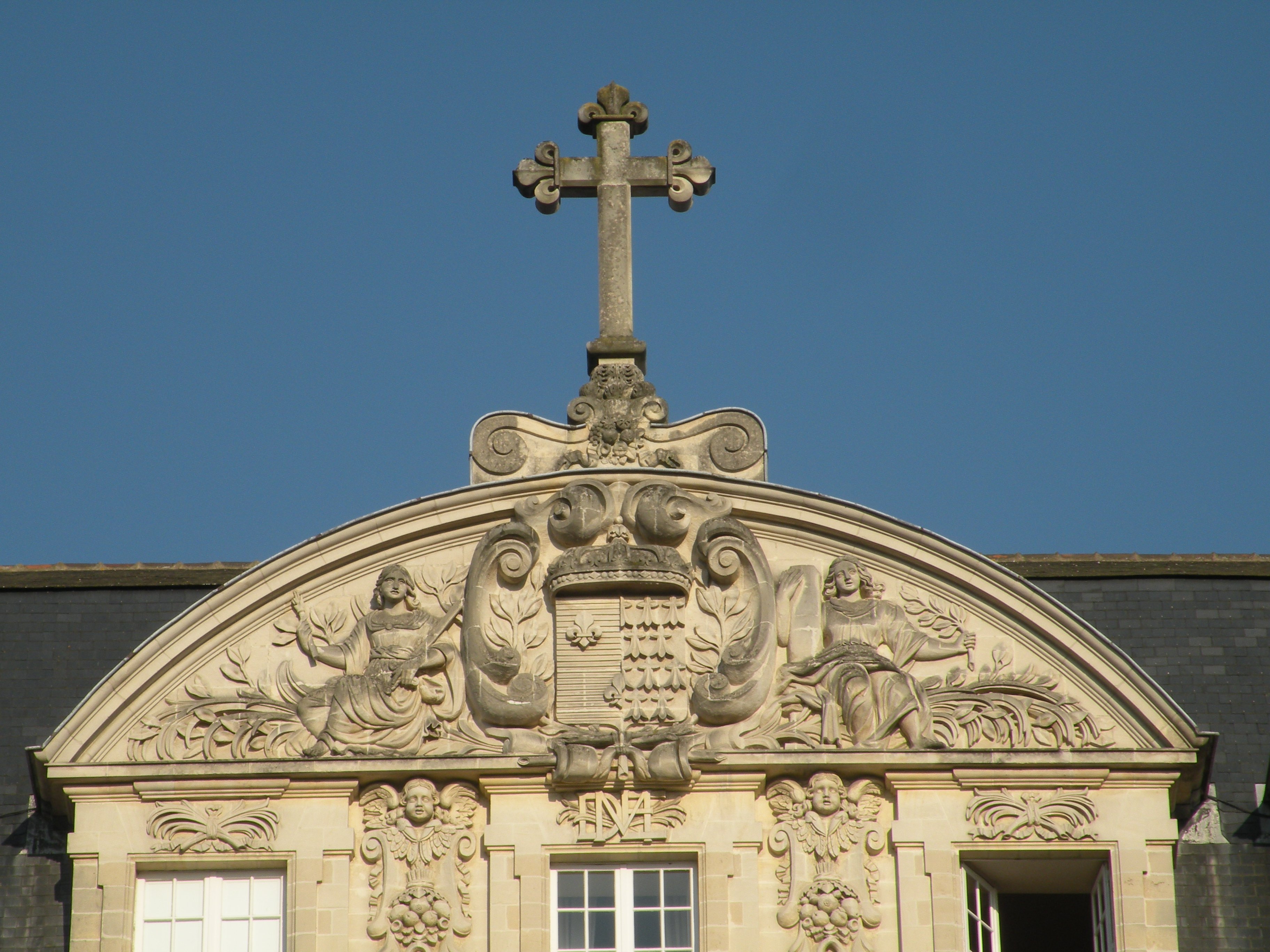
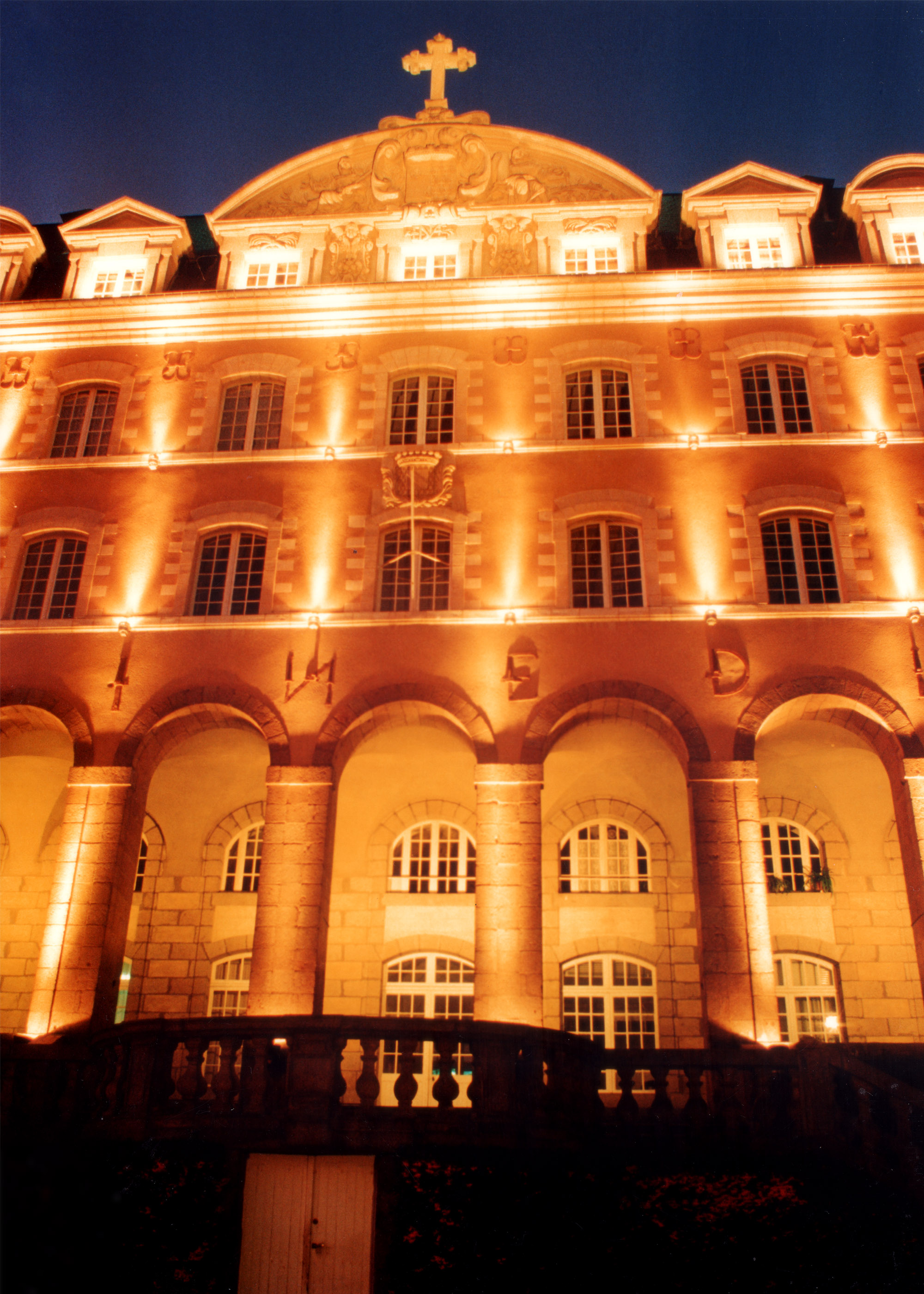
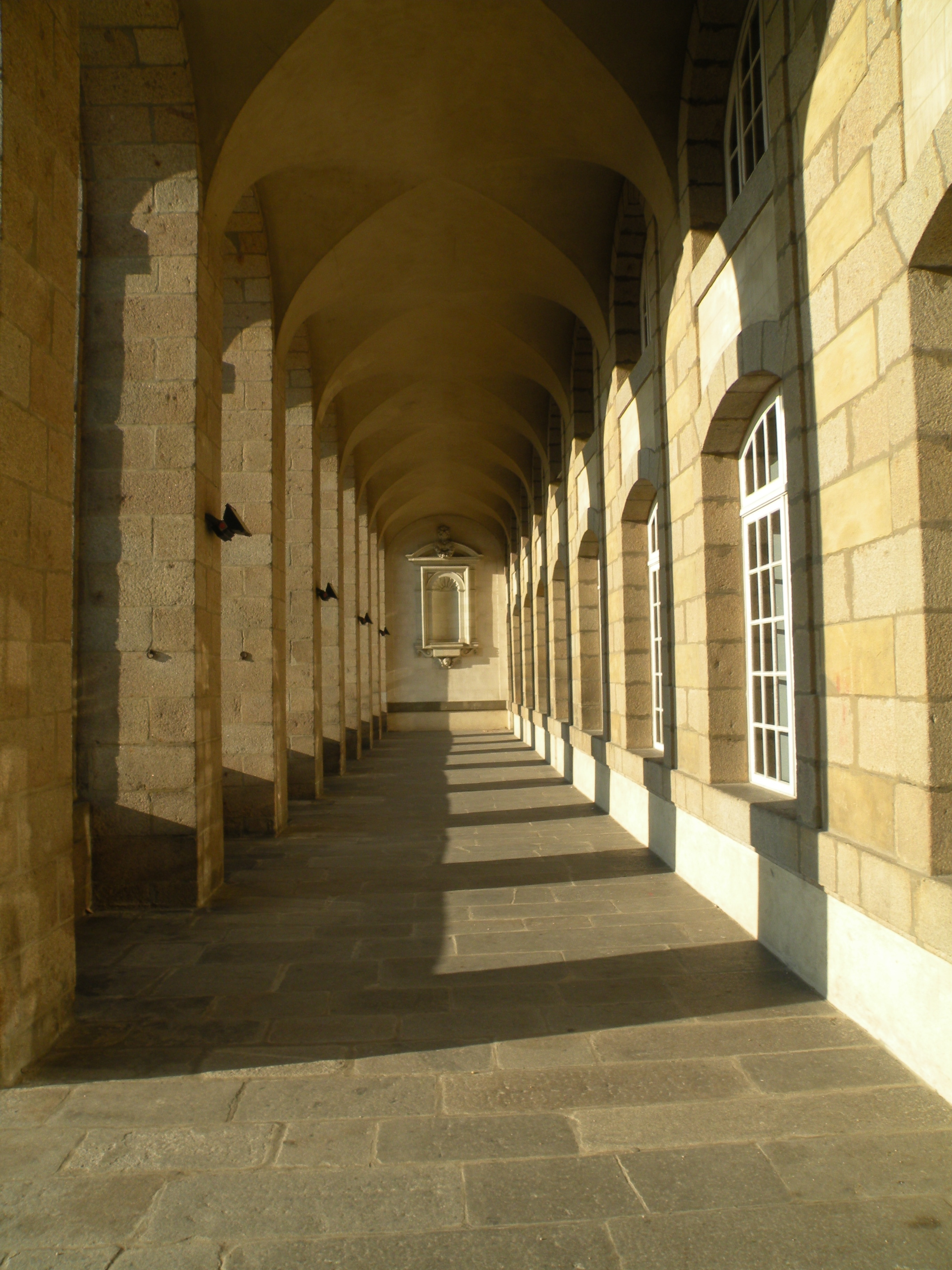
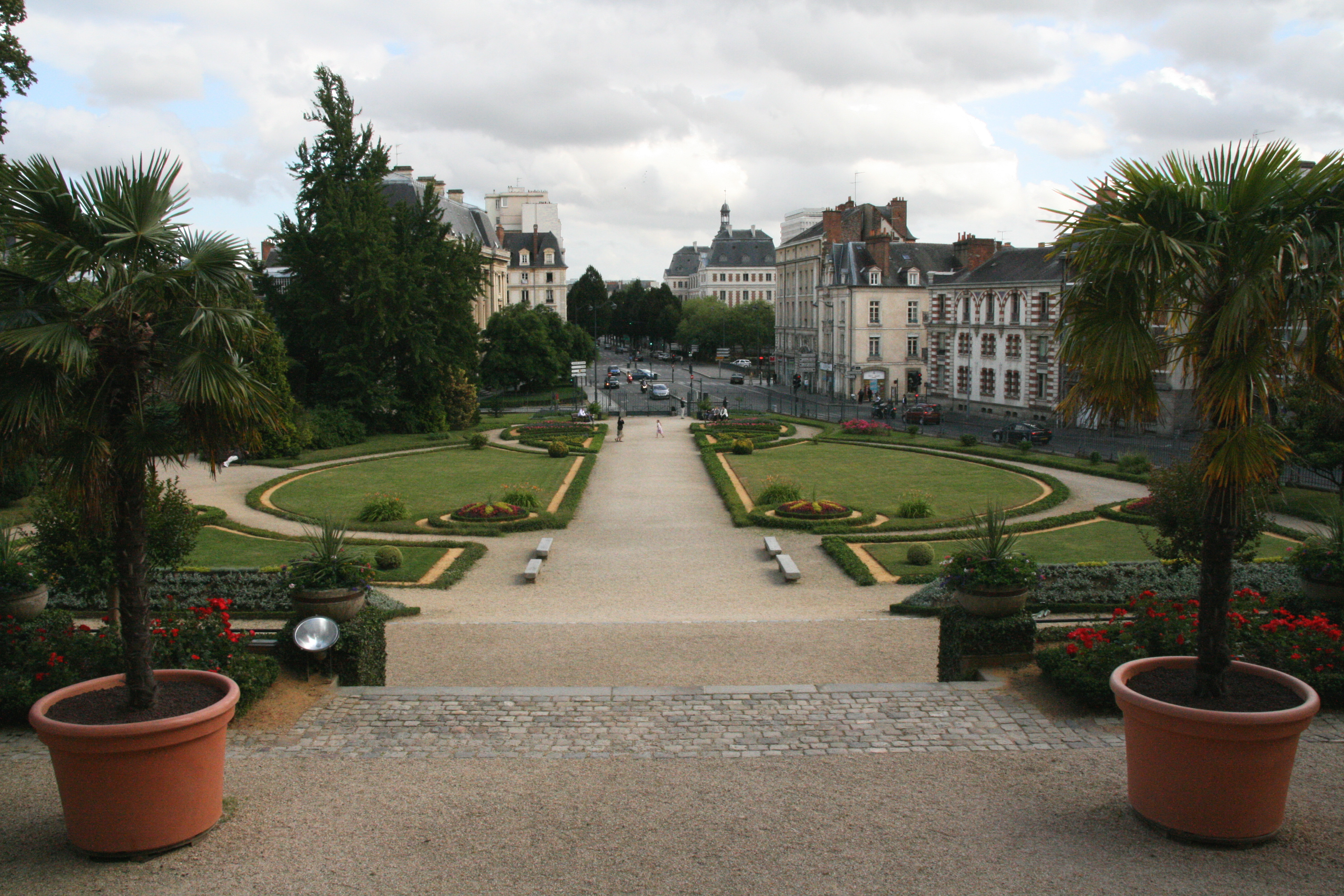